# Старчак, Иван Николаевич
Иван Николаевич Старчак (21 декабря 1901 (2 января 1902 год), станица Шелковская, Терская область, Российская империя — 25 августа 1985, Грозный, Чечено-Ингушская АССР, РСФСР) — советский государственный деятель, председатель исполнительного комитета Грозненского областного Совета (1944—1949).

## Биография
Член ВКП(б) с 1928 г.
В 1920—1924 гг. — в войсках ВЧК — ГПУ — ОГПУ.
- 1925—1929 гг. — член, председатель Шелковского станичного Совета; заведующий Кизлярским окружным земельным отделом (Дагестанская АССР),
- 1929—1932 гг. — председатель исполнительного комитета Шелковского районного Совета (Дагестанская АССР),
- 1932—1938 гг. — начальник «Мелиогидростроя» Дагестанской АССР, директор Кая-Сулинской, Шелковской машинно-тракторной станции (Дагестанская АССР — Орджоникидзевский край),
- 1938—1944 гг. — заместитель председателя исполнительного комитета Кизлярского окружного Совета, председатель исполнительного комитета Кизлярского окружного Совета.

Участник Великой Отечественной войны. Начальник III-го района I-го полевого строительства 10-й сапёрной армии; командир партизанского отряда.
- 1944—1949 гг. — председатель исполнительного комитета Грозненского областного Совета,
- 1952—1954 гг. — заведующий сельскохозяйственным отделом Дагестанского областного комитета ВКП(б) — КПСС,
- 1954—1957 гг. — начальник Грозненского областного управления водного хозяйства,
- 1957—1958 гг. — начальник управления водного хозяйства организационного комитета Верховного Совета РСФСР по Чечено-Ингушской АССР,
- 1958—1963 гг. — министр водного хозяйства Чечено-Ингушской АССР.

Депутатом Верховного Совета СССР 2-го созыва.
С 1963 г. на пенсии.

## Награды и звания
Награждён орденами Отечественной Войны I-й степени (1945), Трудового Красного Знамени (1949), «Знак Почёта» (1944).